# Chaetolopha synclinogramma
Chaetolopha synclinogramma là một loài bướm đêm trong họ Geometridae.